# Osmo Aalto

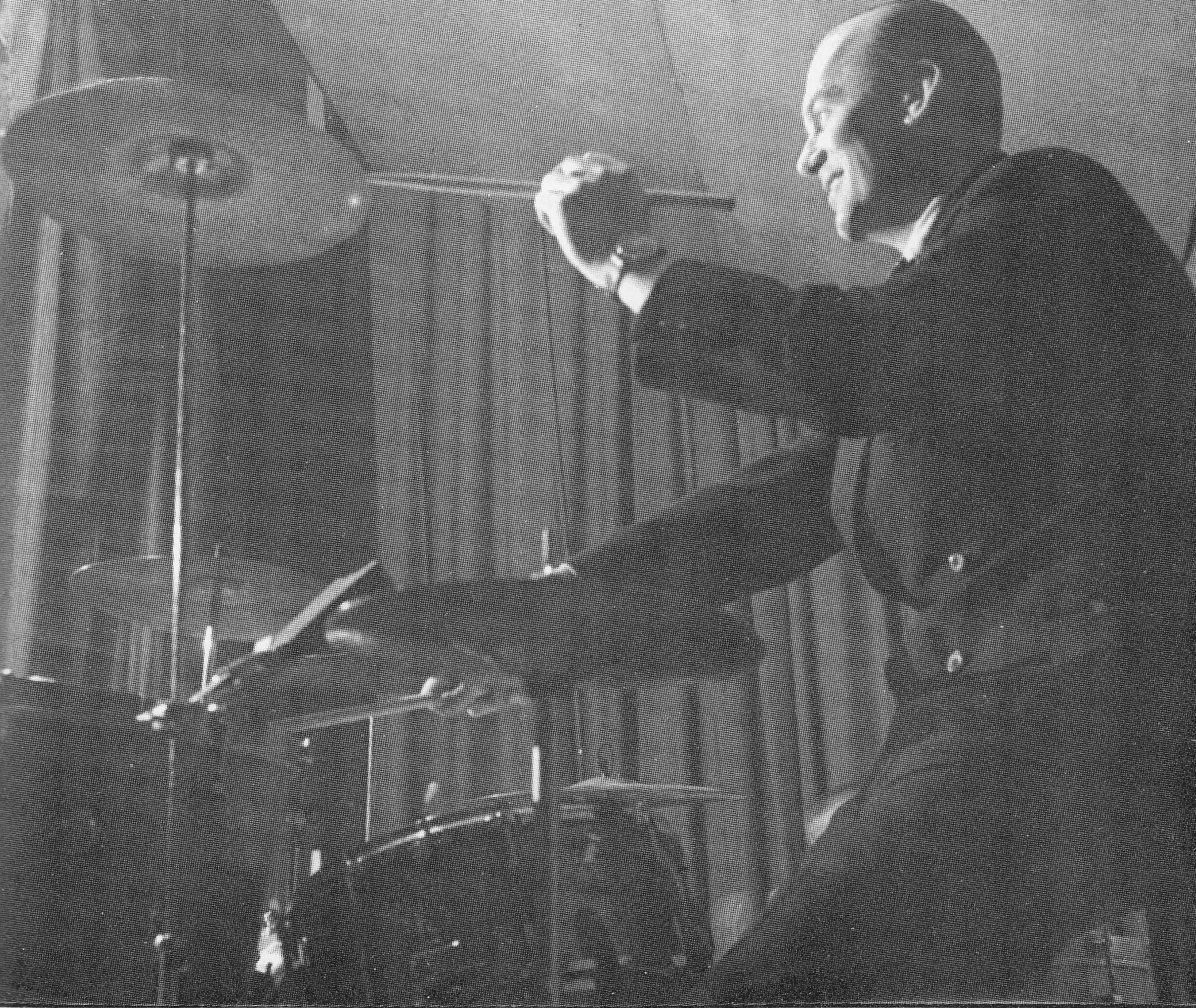
Osmo "Ossi" Aalto 1945.

Osmo "Ossi" Aalto, född 17 augusti 1910 i Helsingfors, död 19 januari 2009 i Helsingfors, var en finländsk jazztrummis och orkesterledare. 
1927 var Aalto aktiv som trummis i orkestern Black Birds och innehade samma roll i orkestern The Saxophone Jazz Band, där han var aktiv 1928–30.  Från 1945 var Aalto ledare för den egna orkestern Ossi Aallon orkesteri. Åren 1936–39 var Aalto trummis i Dallapé och under fortsättningskriget verkade Aalto som trummis i Erkki Ahos sällskap.